# Ami Vitale
Ami Vitale (nacida en 1971) es una fotoperiodista y creadora de documentales estadounidense.

## Carrera
Vitale tiene un título en estudios internacionales de la Universidad de Carolina del Norte y recibió su maestría en la Universidad de Miami.
Sus fotografías han sido publicadas en National Geographic, entre las que destacan imágenes del hábitat natural de los pandas y la frágil paz en Sri Lanka. Ha realizado además campañas fotográficas en países africanos como Kenia y Sudán, donde ha trabajado con animales en peligro de extinción. También es embajadora de la marca Nikon.
Ha ganado el premio otorgado por la organización World Press Photo en 2003, 2005, 2015, 2017 y 2018.

## Premios
- 2003: Noticias generales, World Press Photo, Ámsterdam[7]
- 2005: Gente en las noticias, World Press Photo, Ámsterdam[8]
- 2015: Naturaleza, World Press Photo, Ámsterdam[9]
- 2017: Naturaleza, World Press Photo, Ámsterdam[10]
- 2018: Naturaleza, World Press Photo, Ámsterdam[11]